# Nepenthes macfarlanei
Nepenthes macfarlanei är en tvåhjärtbladig växtart som beskrevs av William Botting Hemsley. Nepenthes macfarlanei ingår i släktet Nepenthes och familjen Nepenthaceae. Inga underarter finns listade i Catalogue of Life.

## Bildgalleri

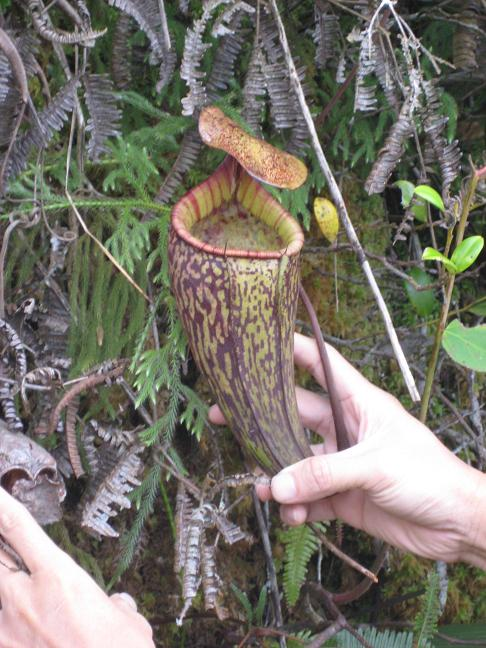
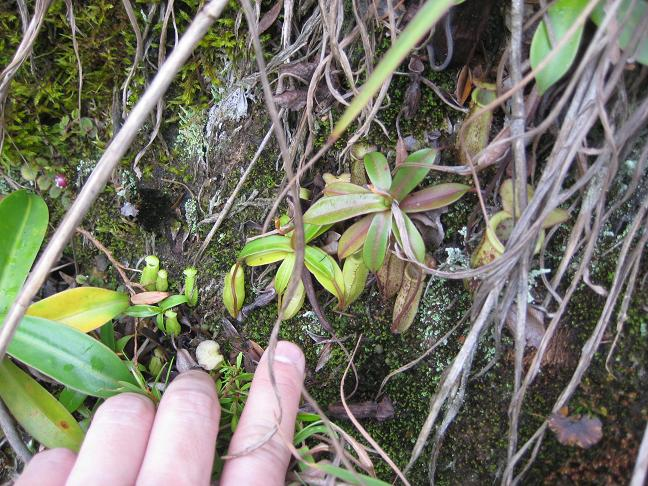
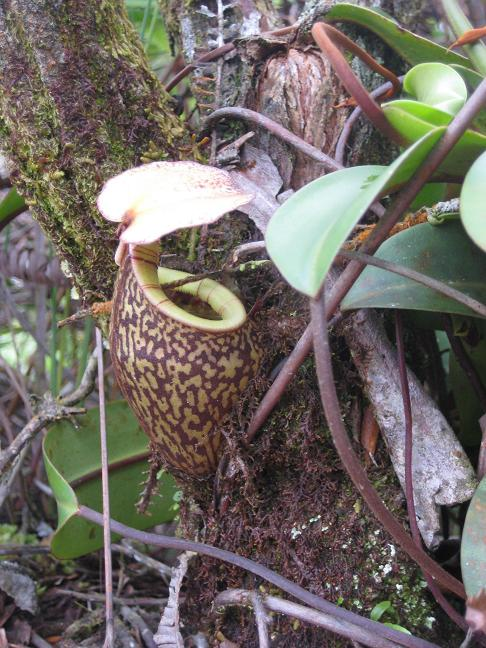
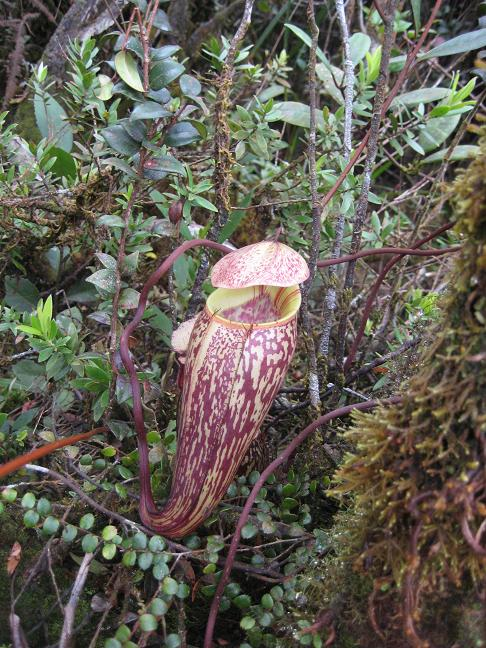
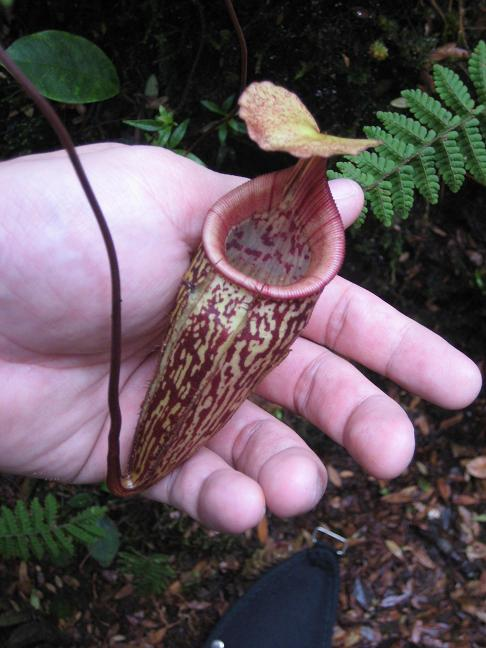
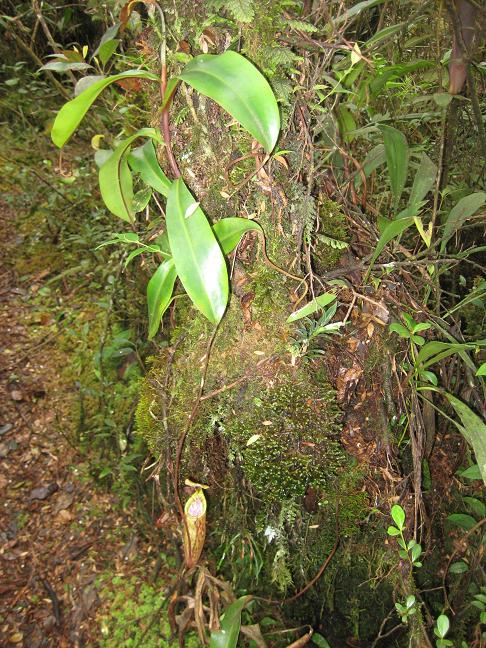